# Lionel Plumenail
Lionel Plumenail (Bordeaux, 1967. január 22. –) olimpiai, világ- és Európa-bajnok francia tőrvívó.